# 天津市第五十四中学
天津市第五十四中学，简称天津五十四中，位于天津市河东区六纬路135号。天津五十四中始建于1955年，1963年曾更名为田庄中学，1966年恢复天津市第五十四中学校名。
天津五十四中是一所完中校，高中部位于六纬路135号，初中部位于六纬路84号。2011年4月,学校晋升为天津市市级重点中学。